# Vídua cucut
La vídua cucut (Anomalospiza imberbis) és una espècie d'ocell de la família dels viduids (Viduidae) i única espècie del gènere Anomalospiza Shelley, 1901. Habita praderies, localment a tot l'ample de l'Àfrica subsahariana.